# Tour del Monte Rosa
Il tour del Monte Rosa (in francese: tour du Mont-Rose) è un percorso escursionistico ad anello attorno al massiccio del Monte Rosa ed al massiccio del Mischabel nelle Alpi Pennine. Organizzato in nove tappe con partenza ed arrivo a Zermatt (nel Vallese), naturalmente può essere percorso in modi diversi secondo le possibilità di ognuno, e ripercorre per tanti tratti i sentieri percorsi dalle antiche popolazioni walser nei loro spostamenti tra una vallata e l'altra, interessando tanto il versante italiano che quello svizzero.

## Le tappe

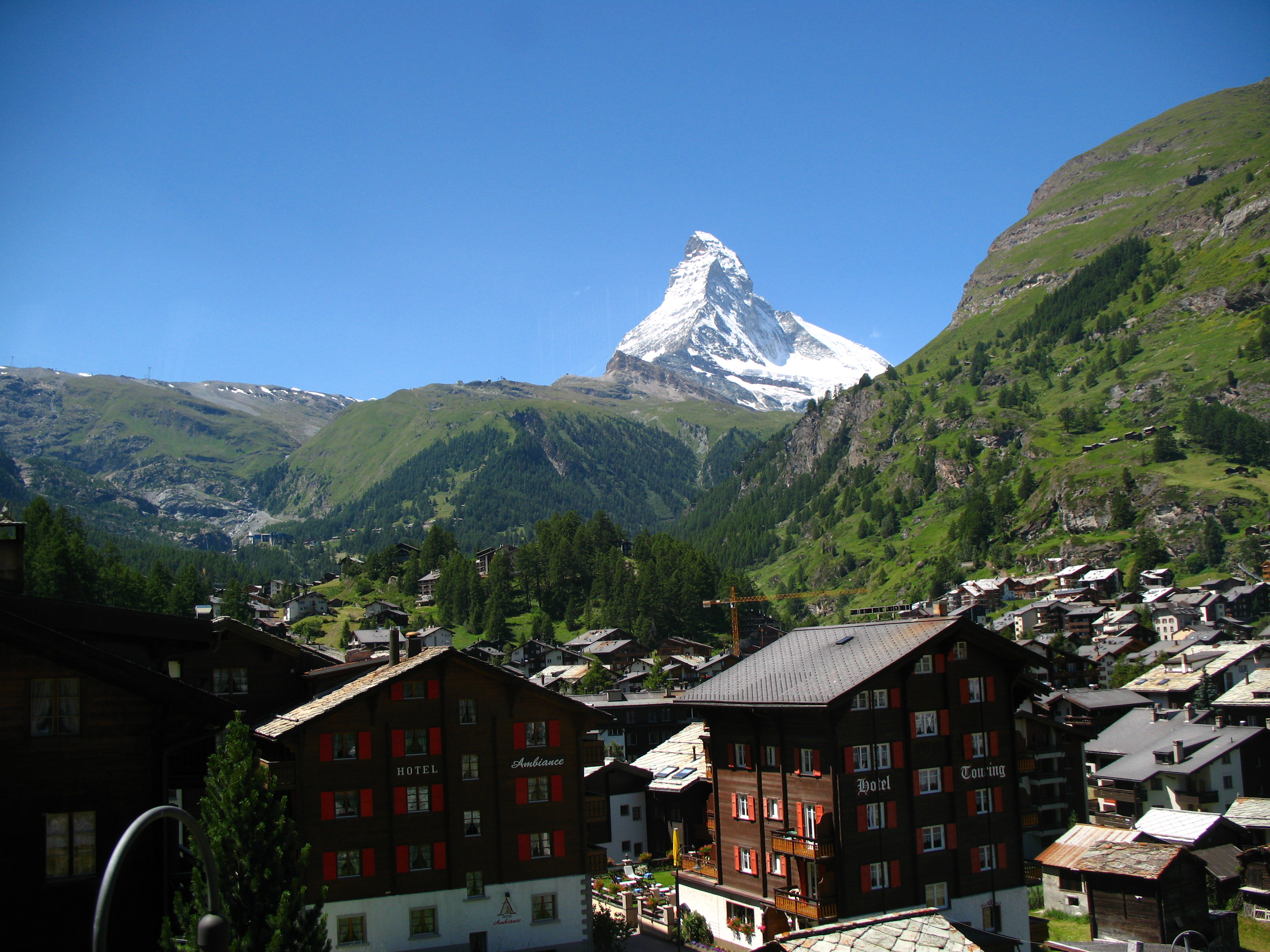
Zermatt, partenza/arrivo

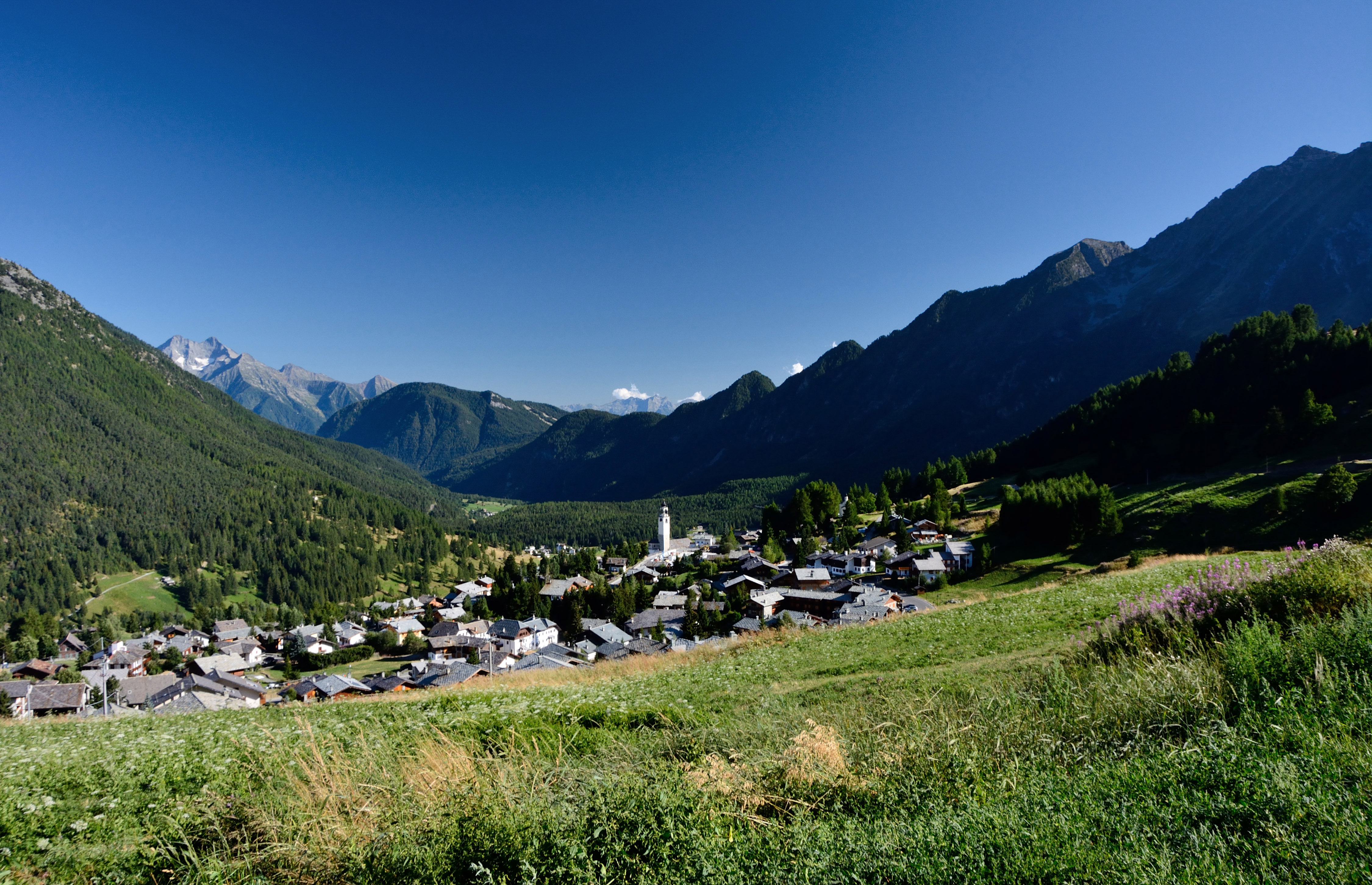
Ayas

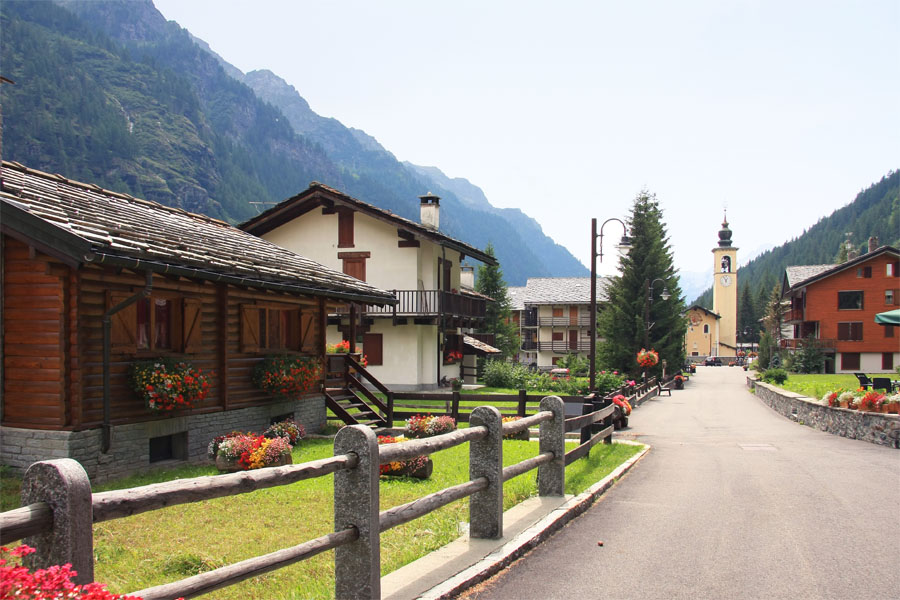
Gressoney-La-Trinité

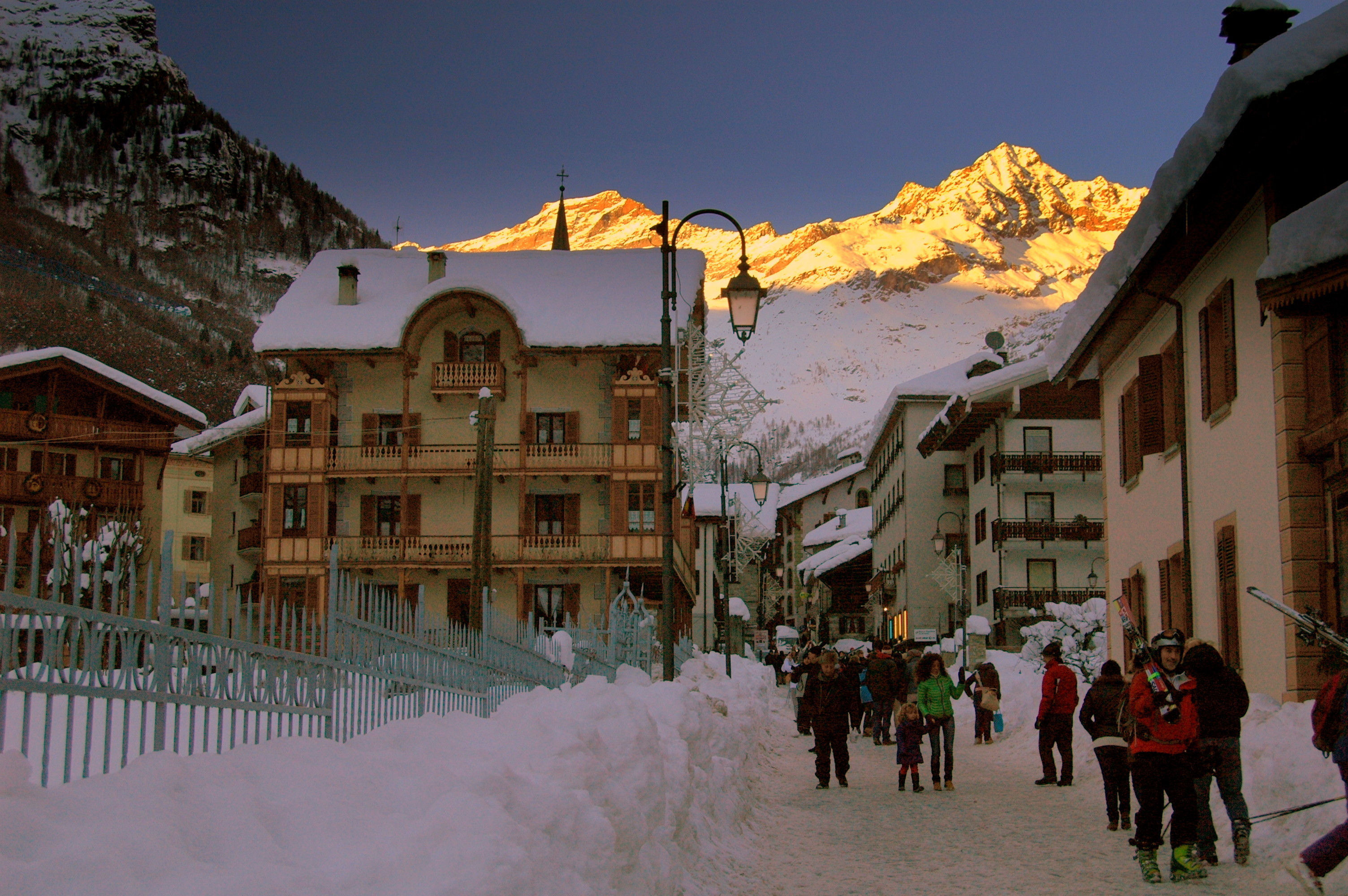
Alagna Valsesia

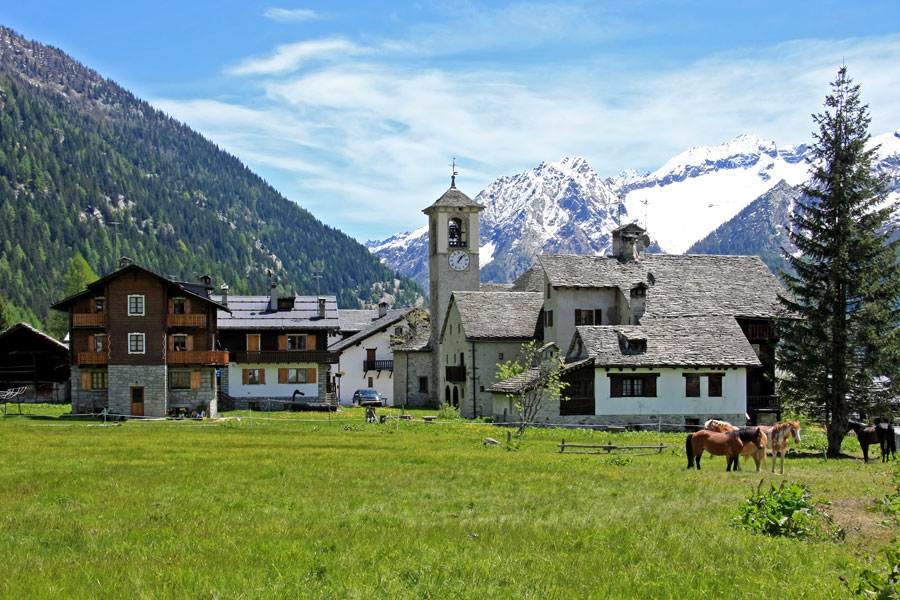
Macugnaga

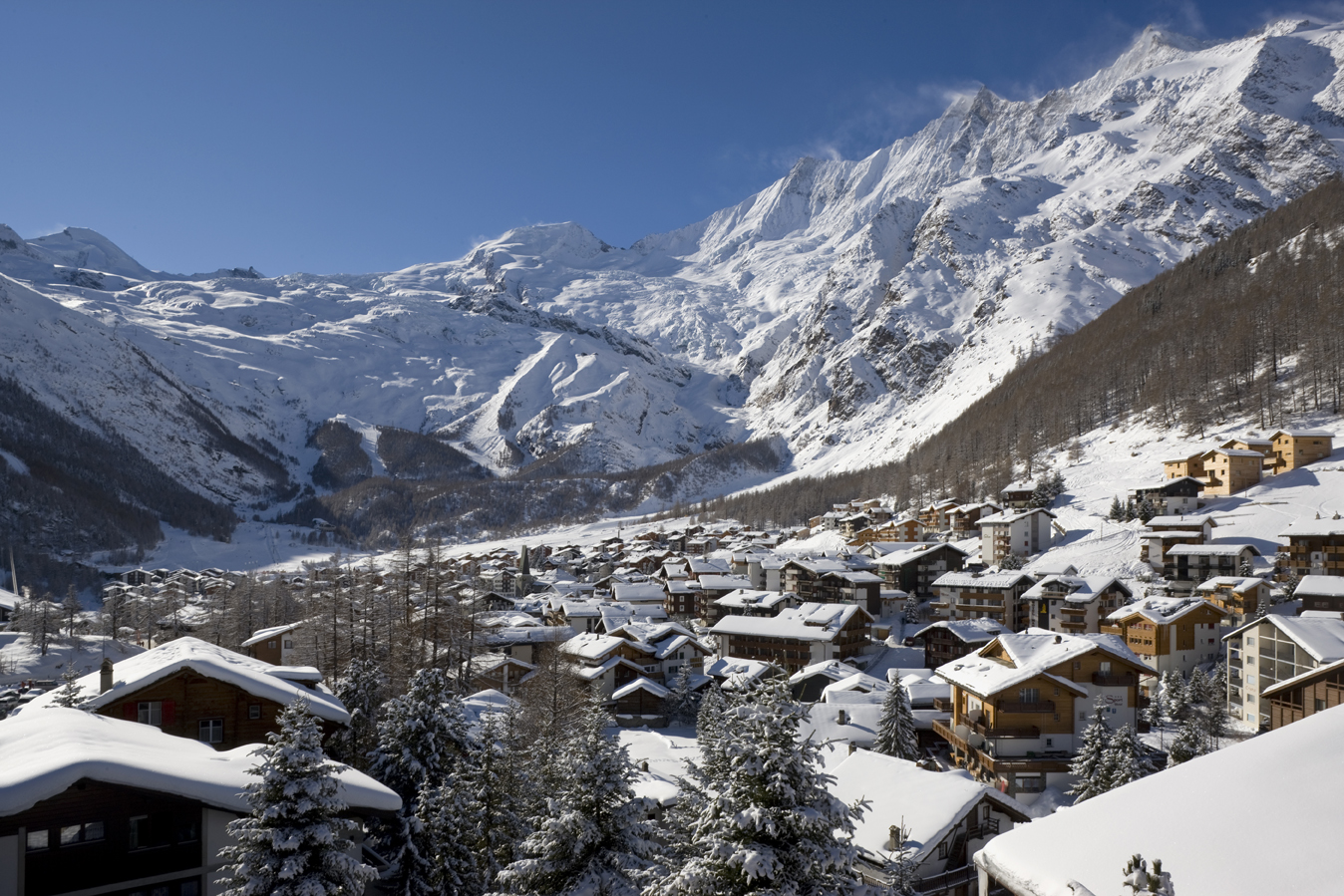
Saas-Fee

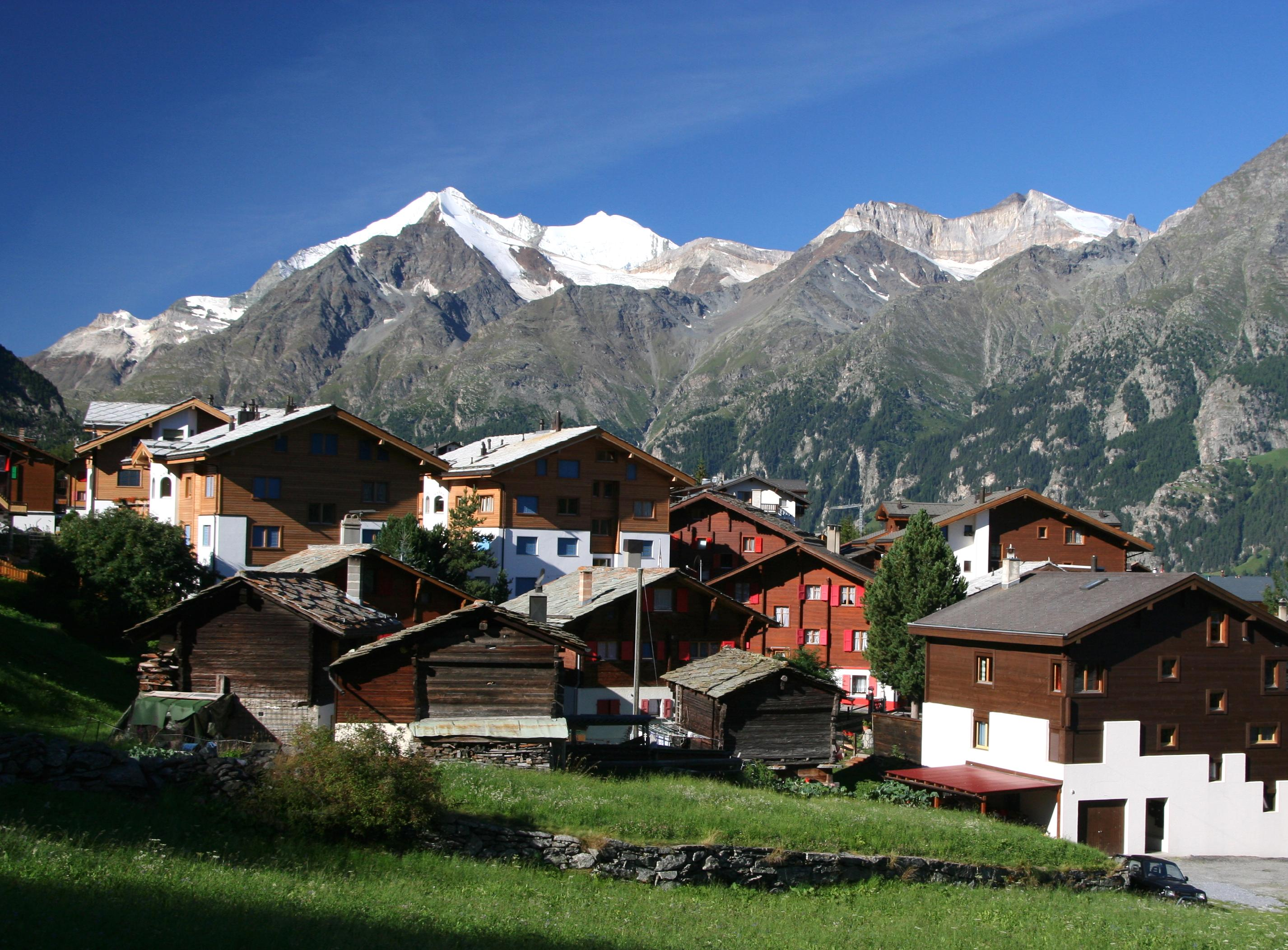
Grächen

### Prima tappa
Si svolge nella Mattertal e fino al confine con l'Italia
- partenza: Zermatt - 1.616 m
- arrivo: colle del Teodulo - 3.317 m

È la tappa più impegnativa del tour per l'altezza che raggiunge e perché si svolge in parte sul ghiacciaio. Presenta come punto intermedio il rifugio alpino Gandegghütte.

### Seconda tappa
Si svolge nella Valtournenche e poi nella val d'Ayas
- partenza: partenza: colle del Teodulo - 3.317 m
- arrivo: Saint-Jacques - 1.689 m

La tappa partendo dal Colle del Teodulo si svolge dapprima nell'alta Valtournenche. Passa nella val d'Ayas attraverso il colle superiore delle Cime Bianche (2.980 m) e poi discende fino a Saint-Jacques, frazione di Ayas.

### Terza tappa
Si svolge nella val d'Ayas e poi nella valle del Lys
- partenza: Saint-Jacques - 1.689 m
- arrivo: Gressoney-La-Trinité - 1.637 m

Il passaggio tra le due valli avviene attraverso il colle Bettaforca (2.676 m).

### Quarta tappa
Si svolge nella valle del Lys e poi in Valsesia
- partenza: Gressoney-La-Trinité - 1.637 m
- arrivo: Alagna Valsesia - 1.191 m

Il passaggio tra le due valli avviene attraverso il col d'Olen (2.881 m).

### Quinta tappa
Si svolge in Valsesia e poi nella valle Anzasca
- partenza: Alagna Valsesia - 1.191 m
- arrivo: Macugnaga - 1.327 m

Il passaggio tra le due valli avviene attraverso il passo del Turlo (2.738 m).

### Sesta tappa
Si svolge nella valle Anzasca e poi nella Saastal (valle di Saas)
- partenza: Macugnaga - 1.327 m
- arrivo: Saas Fee - 1.772 m

Il passaggio tra le due valli avviene attraverso il passo del Monte Moro (2.868 m).

### Settima tappa
Si svolge nella Saastal
- partenza: Saas Fee - 1.772 m
- arrivo: Grächen - 1.619 m

Il percorso si svolge sulla sinistra orografica della Saastal e costeggiando il massiccio del Mischabel.

### Ottava tappa
Si svolge nella Mattertal (valle di Zermatt)
- partenza: Grächen - 1.619 m
- arrivo: Europahütte - 2.220 m

Il percorso si svolge sulla destra orografica della valle e costeggiando il massiccio del Mischabel.

### Nona tappa
Si svolge nella Mattertal
- partenza: Europahütte - 2.220 m
- arrivo: Zermatt - 1.616 m

Il percorso si svolge sulla destra orografica della valle e costeggiando ancora il massiccio del Mischabel.